# Laomedon

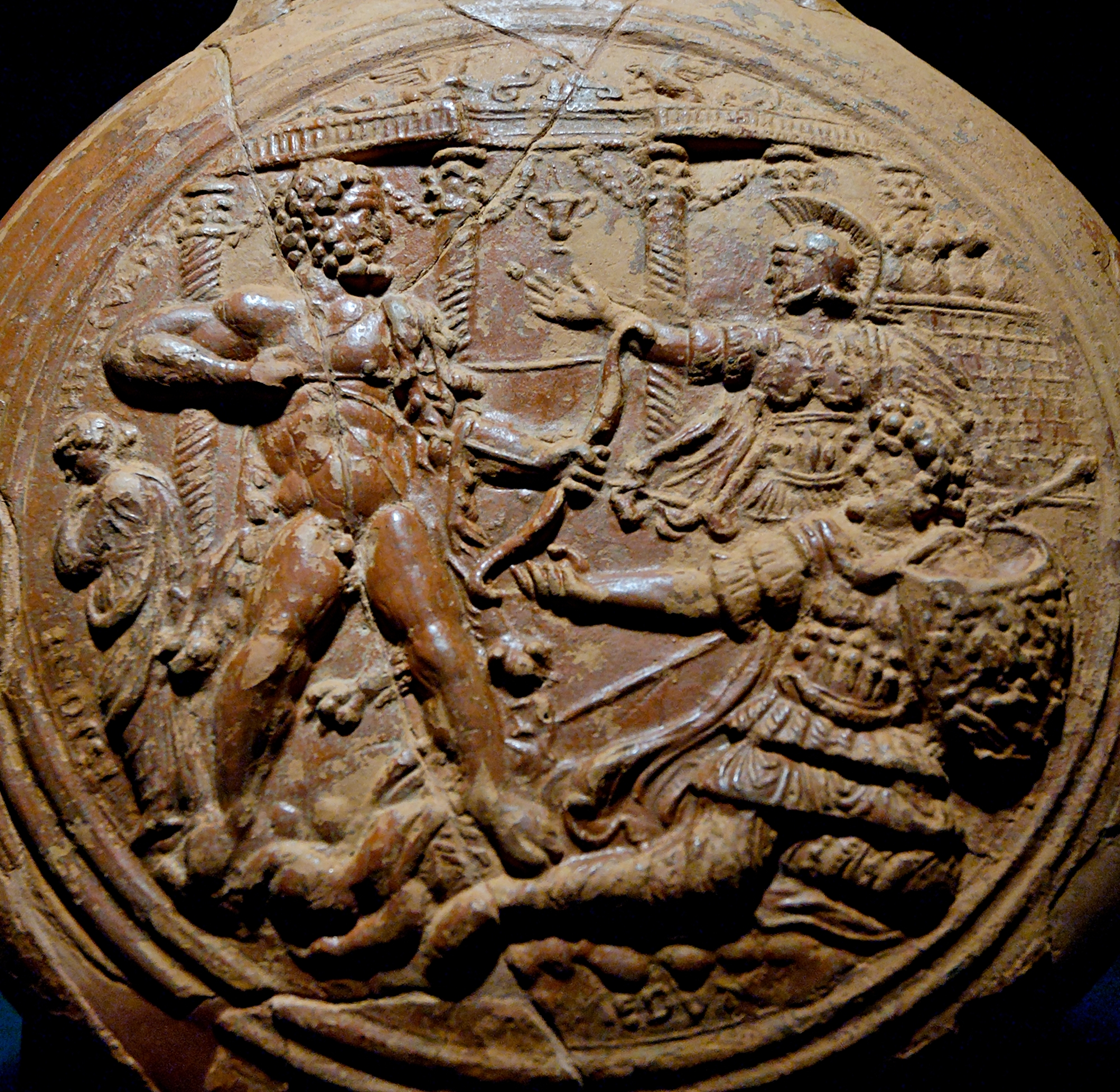
Herakles die op het punt staat Laomedon te doden (flacon in terra sigillata uit Zuid-Gallië, eind 1e - begin 2e eeuw).

Laomedon (Oudgrieks: Λαομέδων / Laomédôn) was de zoon van Ilos en Eurydike en de tweede mythische koning van Troje. Onder zijn regering werd de stad door Herakles verwoest. Hij was de vader van Priamos, Hesione, Tithonos, Antigone en Prokleia.

## Legende
Hij was gehuwd met Strymo, de dochter van de riviergod Skamandros, die hem vele zonen en dochters baarde. Bij de bouw van de muren van Troje, die hij ondernam, moesten Apollon en Poseidon, die zich hadden schuldig gemaakt aan verzet en opstand tegen Zeus, hem voor loon dienen. Volgens sommige versies was het enkel Poseidon die de muren bouwde, terwijl Apollon de koninklijke kudde hoedde op de Ida. Toen het werk was voltooid, weigerde de koning echter hun het bedongen loon van dertig Trojaanse drachmen uit te betalen. Volgens een latere sage riepen de goden bij het bouwen ook de hulp van Aiakos in, en waar deze had gebouwd, daar kon de muur door storm worden genomen. Sommige mythen verhalen ook, dat de beide goden niet uit dwang Laomedon hielpen, maar vrijwillig waren gekomen, om hem te beproeven.
Tot straf voor de trouweloosheid van de koning zond Apollon de pest (λοίμος / loímos) over het land en zond Poseidon een zeemonster (κῆτος / kễtos), dat het land verwoestte en haar inwoners verslond. Volgens een uitspraak van het orakel moest van tijd tot tijd aan dat monster een jonkvrouw worden geofferd. Het lot wees daartoe ook Hesione, de dochter van de koning, aan. Herakles kwam juist te Troje aan, toen hij van zijn tocht tegen de Amazonen terugkeerde. Hij beloofde de jonkvrouw te redden, indien Laomedon hem de paarden gaf, die Tros (de vader van Ilos) eens van Zeus had gekregen ter vergoeding van de door deze geroofde Ganymedes. De koning nam hiermee genoegen, doch weigerde de paarden te geven, toen Herakles het monster had gedood en Hesione gered. Diodorus preciseert dat Laomedon Herakles' herauten Iphikles en Telamon liet gevangennemen. Deze werden in extremis gered door Priamos. Daarop trok de held met zes schepen ten strijde tegen Troje, veroverde het met behulp van zijn vriend Telamon en doodde Laomedon en al zijn zonen met uitzondering van Podarkes, die door Hesione voor haar sluier werd vrijgekocht (hij werd daarom ook Priamos genoemd, een naam afgeleid van priamai, « (af)kopen »).
Bij de Skaiische poort lag, naar men beweerde, het graf van Laomedon en aan dit graf knoopte zich het geloof, dat zolang het ongedeerd bleef, ook Troje veilig zou zijn.

## Interpretatie
Georges Dumézil merkt op dat in de legende van Laomedon drie types van hybris worden getoond: economische hybris tegenover Apollon en Poseidon, die hij niet betaalt voor hun arbeid; heroïsche hybris tegenover Herakles; hybris tegen herauten, waarvan de persoon is geheiligd. Aldus meent hij hierin de drie Indo-Europese fundamentele functies terug te vinden (cf. Indo-Europese godentrias): herder en ambachtsman; heros; Zeus, bescherm god van herauten.

## Voetnoten
1. ↑  Pseudo-Apollodoros, Bibliotheca II 5.9, 6.4.
2. ↑  Homeros, Ilias XXI 441-458; cf. Diodorus Siculus, Bibliotheca Historia IV 42.2.
3. ↑  Diodorus Siculus, Bibliotheca Historia IV 49.3.

## Antieke bronnen
- Pseudo-Apollodoros, Bibliotheca II 5.9, 6.4.
- Diodorus Siculus, Bibliotheca Historia IV 42.2-7, 49.3-7.
- Homeros, Ilias V 638-42, XXI 441-458.
- Lucianus van Samosata, De luctu (Over offers) 4.
- Pindaros, Pythische Oden IV 41-45.